# دونكان فيشر
دونكان فيشر (بالإنجليزية: Duncan Fisher)‏ هو مجدف أسترالي، ولد في 17 يوليو 1962، وتوفي في 23 ديسمبر 1984.

## وصلات خارجية
- دونكان فيشر على موقع الاتحاد الدولي للتجديف (الإنجليزية)
- دونكان فيشر على موقع أوليمبيديا (الإنجليزية)